# لیلا امامی
لیلا امامی خویی (زاده ۱۳۱۱ آبادان – درگذشته ۱۸ تیر ۱۳۹۷ پاریس)، از زنان روشن‌فکر و نوگرای ایران، همسر امیرعباس هویدا، و نوه دختری حسن وثوق بود.
امامی در مراسم و مناسبت‌های داخلی و خارجی، به عنوان همسر نخست‌وزیر دولت ایران حاضر می‌شد. او در تشریفات رسمی کاخ سفید و کاخ کرملین، همراه دومین مقام ایران بود.اگر چه همسر خوبی برای هویدای بزرگ نبود اما هویدا همیشه هوایش را داشت

## آغاز زندگی
لیلا امامی، ۱۳۱۱ در آبادان زاده‌شد. او نخستین فرزند ملکه وثوق (دختر میرزاحسن‌خان وثوق‌الدوله) و نظام‌الدین امامی خویی بود.

## زندگی در اروپا
لیلا امامی، از دوازده‌سالگی همراه پدرش، که کمیسر نفت ایران در بریتانیا بود، به لندن رفت. او دوره ابتدایی و متوسطه را در بریتانیا گذراند، و در دانشگاه، ادبیات انگلیسی خواند. او انگلیسی و فرانسوی را روان صحبت می‌کرد. مدتی نیز کتاب‌دار موزه بریتانیا بود. او و خواهر کوچکش؛ فریده امامی خویی، چند سال در پاریس و بروکسل زندگی کردند. آنجا با صادق هدایت و شهید نورایی آشنا شد و چندی هم با ایرانیان ساکن پاریس رفت‌وآمد داشت.

## آشنایی با هویدا
لیلا و فریده امامی، در سال‌های نخست دهه ۱۳۳۰، هم‌زمان با حسنعلی منصور و امیرعباس هویدا، دو دیپلمات ایرانی آشنا شدند. آشنایی فریده امامی و حسنعلی منصور با پادرمیانی خانواده در تهران  بی‌درنگ به ازدواج انجامید. اما لیلا و امیرعباس تمایلی به ازدواج نداشتند. آن دو با طرز فکری روشن‌فکرانه، ترجیح می‌دادند که مقید نشوند. آن زمان، لیلا امامی با یک نویسنده آمریکایی و امیرعباس هویدا با یک دختر بلژیکی هم‌کلاسی دانشگاهش دوست بود.

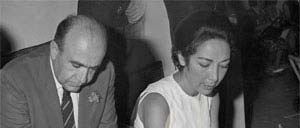
امضای دفتر ازدواج از سوی امیرعباس هویدا و لیلا امامی (۱۳۴۵ خورشیدی)

## بازگشت به ایران
با منصوب شدن عبدالله انتظام به ریاست شرکت ملی نفت ایران، حسنعلی منصور و امیرعباس هویدا هم به عنوان دنباله‌روهای عبدالله انتظام به تهران بازگشته و در شرکت نفت به مدیریت رسیدند. بازگشت هویدا و لیلا به ایران باعث گرمی روابط آنها شد. با نخست‌وزیر شدن در کابینه حسنعلی منصور، امیرعباس هویدا وزیر دارایی، و در واقع، نفر دوم کابینه او شد.

## تصادف رانندگی
مرداد ۱۳۴۳، حسنعلی منصور و همسرش فریده امامی، برای استراحت تعطیلات تابستانی، با لیلا امامی و هویدا  به کاخ تابستانی فاطمه پهلوی رفتند. هنگام بازگشت به تهران، اتومبیل آنها، که لیلا امامی راننده‌اش بود، تصادف شدیدی کرد. هر چهار نفر آنها، در بیمارستان بین‌راهی و سپس در بیمارستان پارس تهران بستری شدند. در این حادثه، پای هویدا شکست و تا پایان عمر با عصا راه می‌رفت.

## ازدواج
با ترور حسنعلی منصور، امیرعباس هویدا به نخست‌وزیری رسید. از هویدا به عنوان «نخست‌وزیر محلل» یا «نخست‌وزیر شهرت» نام برده‌می‌شد. ترور منصور، هویدا را بیش‌از پیش به خانواده امامی نزدیک کرد. لیلا امامی نیز بیشتر وقتش را در تهران، کنار خواهر کوچکترش می‌گذراند. تا آن هنگام، هویدا دو بار از لیلا امامی خواستگاری کرده‌بود. اما لیلا هر بار با تأکید بر این‌که اهل «ازدواج و بچه‌دار شدن و خانواده‌ نیستم» آن را نپذیرفته‌بود. اما دو سال پس‌از مرگ حسنعلی منصور، لیلا امامی، خود به هویدا پیشنهاد ازدواج داد و هویدا بی‌درنگ پذیرفت.
۲۹ تیر ۱۳۴۵، مراسم ازدواجشان، به خواست آنها، ساده و در ویلای کوچک هویدا به‌همراه شمار اندکی از دوستان و اعضای خانواده برگزار شد. (هویدا زمین این ویلا را در گذشته، از لیلا امامی خریده‌بود) محمدرضا پهلوی و فرح پهلوی هم که در کاخ مرمر رامسر بودند در آن مراسم حاضر شدند.

## زندگی مشترک
لیلا امامی، مقید به آداب و تشریفات رسمی نبود. او ترجیح می‌داد به‌جای اینکه در مراسم رسمی و اداری شرکت کند، در خانه بماند، نوشیدنی الکلی بنوشد و کتابی به فرانسه یا انگلیسی بخواند. بر پایه گزارش‌ ساواک، لیلا امامی رفتار تند و خشونت‌آمیزی (به ویژه هنگام مستی) داشته‌است. این باعث تنش در زندگی با هویدا شد. چراکه گاهی در مهمانی‌های دربار، هویدا با عذرهایی مانند «لیلا بیمار بود»، موضوع را فیصله می‌داد. این مسئله، از چشم درباریان و رقیبان هویدا (مانند اسدالله علم) دور نبود. نوشته‌های اسدالله علم نیز نشان می‌دهند که وی با محمدرضا پهلوی در این شایعات و غیبت‌کردن‌ها سهیم بوده‌است.
یکی از گِلِه‌های لیلا امامی، نگهبانان پرشمار در محل زندگی او (به‌ویژه پس‌از ترور حسنعلی منصور) بود. به‌ویژه پس‌از آن‌که یکی از نگهبانان، یکی از باغبانان را غیرعمد کشته بود.
ارکیده‌ها از ابتکارهای لیلی بودند که او در کاشت و نگهداری آن تلاش زیادی می‌کرد و هر روز یکی از آن‌ها بر یقه کت هویدا دیده‌می‌شد.

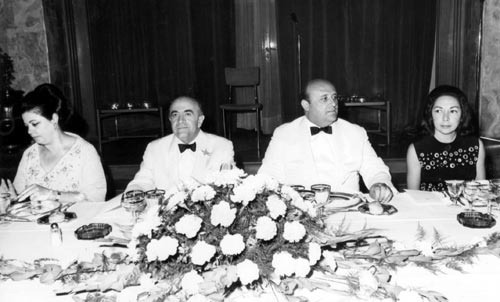
شام رسمی سلیمان دمیرل. نخست‌وزیر ترکیه به میهمانی امیرعباس هویدا در آنکارا

## ترک ایران و جدایی
دی ۱۳۴۹ اعلام شد که لیلا امامی به‌سبب بیماری، با هویدا برای درمان، در سفری غیررسمی به فرانسه رفته‌است. تابستان ۱۳۵۰، هویدا محل زندگی‌اش را در نبود امامی به آپارتمانی در بالای دفتر نخست‌وزیری منتقل کرد. همان روز با فرستادن یادداشتی برای روزنامه‌ها گفت که با اجازه از شاه، لیلا امامی و امیرعباس هویدا، متارکه کرده‌اند. از آن پس، لیلا امامی ۴۷ سال بقیه عمرش را در پاریس گذراند، گرچه هیچ‌گاه پیوند عاطفی لیلا و امیرعباس هویدا از میان نرفت.

## انقلاب
لیلا امامی از اندک کسانی بود که هم‌زمان با انقلاب ۱۳۵۷ ایران، با تلفن‌‌کردن‌های بسیار به کسانی از جمله فریدون هویدا تلاش داشتند امیرعباس هویدا را از خطر ماندن در ایران باخبر کنند. او به‌سبب احتمال شنود، از تماس مستقیم با هویدا خود می‌داشت و به‌جایش با فریدون هویدا (برادر کوچک‌تر امیرعباس هویدا) تماس می‌گرفت.

## مرگ
لیلا امامی، هجده تیر ۱۳۹۷، در ۸۶ سالگی در پاریس درگذشت.

## گزارش سفارت آمریکا
در گزارش سفارت آمریکا در تهران در آذر ۱۳۴۶ که در اختیار لیندون بی. جانسون (رئیس‌جمهور ایالات متحده آمریکا در آن هنگام) گذاشته‌شده، دربارهٔ لیلا امامی آمده‌بود: «او از نسل جدید زنان یک‌سره آزاد و غرب‌گرای ایرانی است. تیزهوش است و فعال و اهل بحث و جدل. اراده‌ای سخت استوار دارد. پایبند سنت نیست. از آنچه در جهان می‌گذرد، باخبر است. زود نظرات قاطع پیدا می‌کند و گاه حتی اهل جدل به‌نظر می‌آید. خانم هویدا، گاهی هم سخت عصبی و کم‌حوصله جلوه می‌کند. آداب و  رسوم رسمی را برنمی‌تابد و از مهمانی‌ها و مراسم رسمی، که اغلب هم در آن اتفاقی نمی‌افتد، بیزار است. خانم هویدا سیگار وینستون می‌کشد و مشروب مورد علاقه‌اش ویسکی است.»